# Budong-Budong (jezik)
Budong-Budong jezik (tangkou, tongkou; ISO 639-3: bdx), austronezijski jezik južnocelebeske skupine, koji se govori u selu Tongkou na rijeci Budong-Budong, Celebes, Indonezija.
Jedan je od dva panasuan jezika. Ima svega 70 govornika (1988); neki govore i topoiyo [toy].

## Vanjske poveznice
- Ethnologue (14th)
- Ethnologue (15th)